# Acanthemblemaria rivasi
Acanthemblemaria rivasi is een  straalvinnige vissensoort uit de familie van snoekslijmvissen (Chaenopsidae). De wetenschappelijke naam van de soort is voor het eerst geldig gepubliceerd in 1970 door Stephens.